# UC 브라우저
UC 브라우저(UC Browser)는 중국의 모바일 인터넷 기업 UC웹이 개발한 모바일 브라우저의 하나로, 중국의 알리바바 그룹이 소유하고 있으며 블링크 기반이다. J2ME 전용 애플리케이션으로 2004년 4월 처음 시작하였으나 현재는 안드로이드, 블랙베리 (스마트폰), iOS, 자바 ME, 심비안 OS, 윈도우 폰, 마이크로소프트 윈도우를 포함한 수많은 플랫폼에서 실행이 가능하다.

## 플랫폼
UC 브라우저는 안드로이드, 블랙베리, iOS, 심비안, 윈도우, 윈도우 폰을 포함한 수많은 운영 체제와 호환된다.

### 안드로이드
안드로이드는 브라우저의 최대 사용자 기반을 대표하고 있으며, 구글의 모바일 운영 체제에서 전체 500,000,000개 중 300,000,000개를 차지한다. 안드로이드용 UC 브라우저와 안드로이드용 UC 브라우저 미니, 이렇게 구글 플레이에 2가지 버전의 UC 브라우저를 사용할 수 있다.

### iOS
iOS용 UC 브라우저는 2010년에 처음 도입되었다. 현재 앱 스토어에는 두 가지 버전의 UC 브라우저가 있으며 하나는 아이폰용 UC 브라우저+, 나머지 하나는 아이패드용 UC 브라우저+ HD가 있다.

### 윈도우
UC 브라우저 7.0(크롬55)이 현재 윈도우용으로 사용 가능하다.

### 윈도우 폰
2012년 초에 UC 브라우저는 윈도우 폰용으로 출시되었으며 현재 해당 운영 체제에서 가장 많이 다운로드되는 서드파티 웹 브라우저이다. 다운로드, 시크릿 모드(Incognito Browsing), 와이파이 공유 기능이 포함되어 있다.

## 같이 보기
- 구글 크롬
- 모질라 파이어폭스
- 마이크로소프트 엣지
- 사파리 (웹 브라우저)
- QQ 브라우저
- 오페라 (웹 브라우저)
- 웹 브라우저 목록